# أوردة التوتية
أوردة التوتية أو أوردة الغدة الصعترية هي أوردة التصريف الخاصة بالغدة الصعترية، وهم روافد الوريد العضدي الرأسي الأيسر.